# Ouffet
Ouffet är en kommun i Belgien.   Den ligger i provinsen Liège och regionen Vallonien, i den sydöstra delen av landet, 90 km sydost om huvudstaden Bryssel. Antalet invånare är 2 732. Ouffet gränsar till Durbuy.
I omgivningarna runt Ouffet växer i huvudsak blandskog. Runt Ouffet är det ganska tätbefolkat, med 65 invånare per kvadratkilometer.